# Transvestizem
Transvestizem ali transvestitizem je praksa posameznikovega oblačenja v oblačila, ki jih tradicionalno ali stereotipno povezujejo s pripadniki drugega spola. Taista oseba se pogosto tudi vede kot osebe drugega spola. Posamezniku, ki izkazuje vedenjske vzorce transvestitizma, pravimo transvestit. V nekaterih kulturah je transvestizem normalen del določenih verskih in tradicionalnih obredov ter navad.
S transvestizmom je tesno povezan transvestitski fetišizem, ki pa ima oznako psihiatrične diagnoze, ki se jo pripisuje posameznikom s pretiranim seksualnim in erotičnim interesom do oblačenja (in pogosto vedenja) v oblačila oseb drugega spola. Tovrstna privlačnost se mnogokrat kaže v tako imenovanem avtoerotičnem vedenju. Preoblačenje v oblačila drugega spola z namenom zabave se od transvestitskega fetišizma razlikuje po tem, da ne vključuje spolne vzburjenosti. Peta izdaja Diagnostičnega in statističnega priročnika duševnih motenj (DSM-5) stanje pod imenom transvestitska motnja uvršča med parafilije.

## Zgodovina
Četudi je izraz prvič uporabil zdravnik Magnus Hirschfeld leta 1910, je fenomen bil poznan že prej. Omenjen je denimo v hebrejski Bibiliji. Transvestitizem je bil del homoseksualnega gibanja v Weimarski Nemčiji, prvo zgolj transvestitsko gibanje pa se je začelo oblikovati nekje 1920. Državni socializem je transvestizem v 20. stoletju močno zavrl.

### Terminologija
Beseda je od svojega nastanka dalje služila različnim pomenom in se še danes uporablja variabilno. V angleškem jeziku strokovnjaki priporočajo uporabo izraza cross-dresser, kajti sam termin transvestitizem se je zgodovinsko pojavljal predvsem pri diagnosticiranju različnih bolezenskih stanj (predvsem duševnih motenj). Transvestizem je družba največkrat enačila z motnjo. Besedo cross-dresser so začela uporabljati transspolna gibanja. V slovenščini prakso preoblačenja (in občasno vedenja) imenujemo transvestizem, občasno pa isto besedo pripisujemo tudi duševni motnji (praviloma imenovani transvestitska motnja).

### Etimologija
Magnus Hirschfeld je besedo transvestit izpeljal leta 1910 iz latinskega jezika, kjer trans- prevajamo kot čez/preko in vestitus pomeni oblečen. Z izrazom je želel označiti spolno privlačnost do preoblačenja v oblačila drugega spola. Besedo je uporabil, da je opisal osebe, ki pogosto in prostovoljno nosijo oblačila drugega spola. Hirschfeldova skupina transvestitov je vključevala tako moške kot tudi ženske, prisotne so bile raznolike spolne usmerjenosti (heteroseksualnost, homoseksualnost, biseksualnost in aseksualnost).
Sam Hirscheld z izrazom ni bil popolnoma zadovoljen, kajti verjel je, da je bila specifična obleka zgolj zunanji simbol, ki je izražal notranje psihološke situacije. Hirschfeld je med drugim pomagal ljudem, da so si lahko legalno spremenili svoje ime in izvedel prvo operacijo potrditve spola. Hirschfeld je opazil tudi, da je s transvestizmom pogosto povezano spolno vzburjenje (takemu stanju danes pravimo transvestitski fetišizem).

### Kultura
V nekaterih kulturah se transvestizma poslužujejo iz religijskih ali tradicionalnih vzrokov. Tak primer so denimo nekateri indijski moški, ki preoblečeni v ženska oblačila v verskih obredih simbolizirajo soprogo hindujskega boga Krišne, Radho. V Italiji napolitanski femminielli oblečejo poročno obleko. Tradicija naj bi imela poganski izvor.

## Transvestitski fetišizem
DSM-5 navaja, da mladostniki in odrasli moški z disforijo spola, ki se je začela pozno, "pogosto prakticirajo transvestitsko vedenje s seksualnim vznemirjenjem."
Po smernicah DSM-IV je bil ta fetišizem omejen le na heteroseksualne moške, a v skladu s peto izdajo DSM, DSM-5, nima več omejitev in se ga pripisuje tako moškim kot ženskam ter ne glede na njihovo spolno usmerjenost. Največ zabeleženih primerov je med moškimi.
Postavljena sta dva ključna kriterija, ki morata biti izpolnjena, da se lahko postavi diagnozo "transvestitskega fetišizma":
1. Posameznik se mora ob preoblačenju v oblačila drugega spola spolno vzburiti.[20]
2. Posameznik mora zaradi tovrstnega vedenja občutiti tesnobnost in oslabljenost (družbeno ali službeno).[20]

### Tipi
Nekateri moški transvestiti zbirajo ženska oblačila in predmete, ki imajo ženski videz ali občutek (recimo svila, saten in čipke). Pogosto se oblačijo v ženska oblačila in se taki fotografirajo.

## Galerija
- Moderni ameriški transvestit.
- V Italiji napolitanski femminielli tradicionalno oblečejo poročno obleko.
- Homoseksualec in transvestit, ki se poljubljata na protestu v Mexico Cityu.
- Nekatere moške spolno vzburjajo ženske svilnate nogavice.
- Moški, ki izkazuje značilne znake transvestitskega fetišizma.